# Oberbeisheim
Oberbeisheim ist ein Ortsteil der Gemeinde Knüllwald im nordhessischen Schwalm-Eder-Kreis.

## Geographie
In dem im Knüllgebirge in Nordhessen gelegenen Ort treffen sich die Landesstraßen 3428 und 3225. Im Westen verläuft die Bundesautobahn 7. Die Autobahnraststätte Hasselberg liegt in Ortsnähe. Der Ort hatte einen Bahnhof an der 1878 erbauten Bahnstrecke Leinefelde–Treysa. Der Personenverkehr zwischen Malsfeld und Treysa wurde 1981 eingestellt; in Richtung Malsfeld verkehrten bis zum 31. Dezember 1988 noch Güterzüge.

## Geschichte

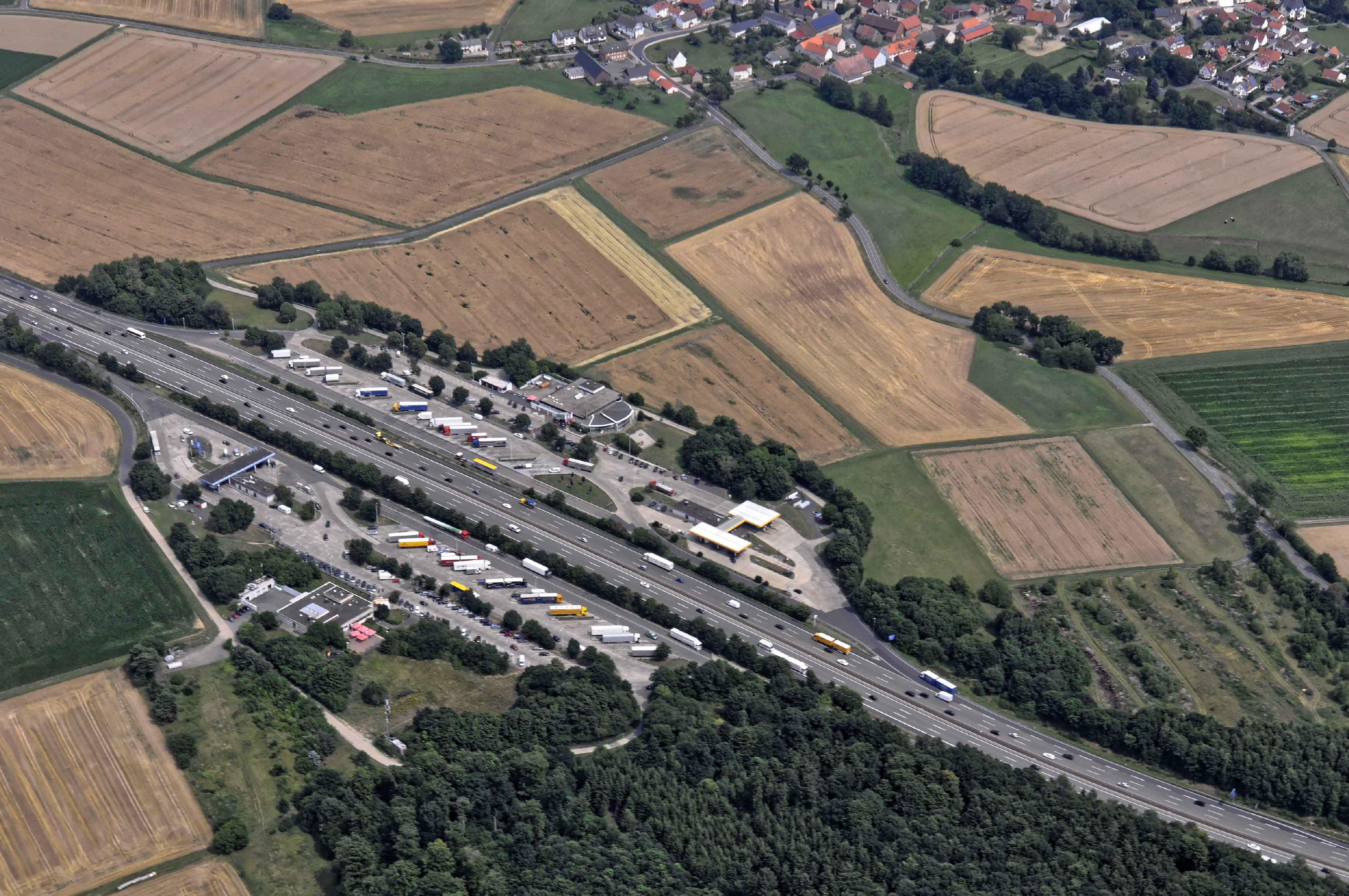
Der Rastplatz an der A7 bei Oberbeisheim (2015)

Die älteste bekannte schriftliche Erwähnung von Oberbeisheim erfolgte unter dem Namen Beisheim um das Jahr 800 in einer Urkunde der Reichsabtei Hersfeld.
Die Kirche wurde 1720–25 erbaut.
Zum 31. Dezember 1971 fusionierte im Zuge der Gebietsreform in Hessen die bis dahin selbständige Gemeinde Oberbeisheim mit acht weiteren Gemeinden freiwillig zur neuen Gemeinde Knüllwald Für die nach Knüllwald eingegliederten, ehemals eigenständigen Gemeinden wurde je ein Ortsbezirk mit Ortsbeirat und Ortsvorsteher nach der Hessischen Gemeindeordnung gebildet.

## Bevölkerung
Einwohnerstruktur 2011
Nach den Erhebungen des Zensus 2011 lebten am Stichtag, 9. Mai 2011, in Oberbeisheim 504 Einwohner. Darunter waren 3 (0,6 %) Ausländer. Nach dem Lebensalter waren 75 Einwohner unter 18 Jahren, 186 zwischen 18 und 49, 126 zwischen 50 und 64 und 120 Einwohner waren älter. Die Einwohner lebten in 360 Haushalten. Davon waren 102 Singlehaushalte, 108 Paare ohne Kinder und 117 Paare mit Kindern, sowie 30 Alleinerziehende und 6 Wohngemeinschaften. In 72 Haushalten lebten ausschließlich Senioren und in 222 Haushaltungen lebten keine Senioren.
Einwohnerentwicklung
| Quelle: Historisches Ortslexikon | |
| • 1358:                          | Dorf |
| • 1415:                          | wüst und lange Zeit unbesetzt |
| • 1575/85:                       | Dorf mit 30 Hausgesesse |
| • 1747:                          | 64 Hausgesesse |
| • 1961                           | Erwerbspersonen: 113 Land- und Forstwirtschaft, 116 Produzierendes Gewerbe, 38 Handel und Verkehr, 18 Dienstleistungen und Sonstiges |

| Oberbeisheim: Einwohnerzahlen von 1834 bis 2011 | Oberbeisheim: Einwohnerzahlen von 1834 bis 2011 | Oberbeisheim: Einwohnerzahlen von 1834 bis 2011 | Oberbeisheim: Einwohnerzahlen von 1834 bis 2011 | Oberbeisheim: Einwohnerzahlen von 1834 bis 2011 |
| --- | ----------------------------------------------- | ----------------------------------------------- | ----------------------------------------------- | ----------------------------------------------- |
| Jahr |                                                 |                                                 |                                                 | Einwohner                                       |
| 1834 | 1834                                            |                                                 | 352                                             | 352                                             |
| 1840 | 1840                                            |                                                 | 373                                             | 373                                             |
| 1846 | 1846                                            |                                                 | 381                                             | 381                                             |
| 1852 | 1852                                            |                                                 | 354                                             | 354                                             |
| 1858 | 1858                                            |                                                 | 345                                             | 345                                             |
| 1864 | 1864                                            |                                                 | 340                                             | 340                                             |
| 1871 | 1871                                            |                                                 | 331                                             | 331                                             |
| 1875 | 1875                                            |                                                 | 588                                             | 588                                             |
| 1885 | 1885                                            |                                                 | 340                                             | 340                                             |
| 1895 | 1895                                            |                                                 | 342                                             | 342                                             |
| 1905 | 1905                                            |                                                 | 373                                             | 373                                             |
| 1910 | 1910                                            |                                                 | 376                                             | 376                                             |
| 1925 | 1925                                            |                                                 | 408                                             | 408                                             |
| 1939 | 1939                                            |                                                 | 458                                             | 458                                             |
| 1946 | 1946                                            |                                                 | 693                                             | 693                                             |
| 1950 | 1950                                            |                                                 | 736                                             | 736                                             |
| 1956 | 1956                                            |                                                 | 636                                             | 636                                             |
| 1961 | 1961                                            |                                                 | 611                                             | 611                                             |
| 1967 | 1967                                            |                                                 | 626                                             | 626                                             |
| 1980 | 1980                                            |                                                 | ?                                               | ?                                               |
| 1990 | 1990                                            |                                                 | ?                                               | ?                                               |
| 2000 | 2000                                            |                                                 | ?                                               | ?                                               |
| 2011 | 2011                                            |                                                 | 777                                             | 777                                             |
| Datenquelle: Historisches Gemeindeverzeichnis für Hessen: Die Bevölkerung der Gemeinden 1834 bis 1967. Wiesbaden: Hessisches Statistisches Landesamt, 1968. Weitere Quellen: LAGIS; Zensus 2011 |                                                 |                                                 |                                                 |                                                 |

Historische Religionszugehörigkeit
| Quelle: Historisches Ortslexikon |                                                                     |
| • 1861:                          | 335 evangelisch-reformierte, ein katholischer Einwohner             |
| • 1885:                          | 338 evangelische (= 99,41 %), zwei katholische (= 0,51 %) Einwohner |
| • 1961:                          | 544 evangelische (= 89,03 %), 63 katholische (= 10,31 %) Einwohner  |

## Politik
Für Oberbeisheim besteht ein Ortsbezirk (Gebiete der ehemaligen Gemeinde Oberbeisheim) mit Ortsbeirat und Ortsvorsteher nach der Hessischen Gemeindeordnung. Der Ortsbeirat besteht aus neun Mitgliedern.
Bei den Kommunalwahlen in Hessen 2021 betrug die Wahlbeteiligung zum Ortsbeirat Oberbeisheim 56,14 %. Alle Kandidaten gehörten der „Gemeinschaftsliste Oberbeisheim“ an. Der Ortsbeirat wählte Sebastian Möller zum Ortsvorsteher.

## Sehenswürdigkeiten und Kultur

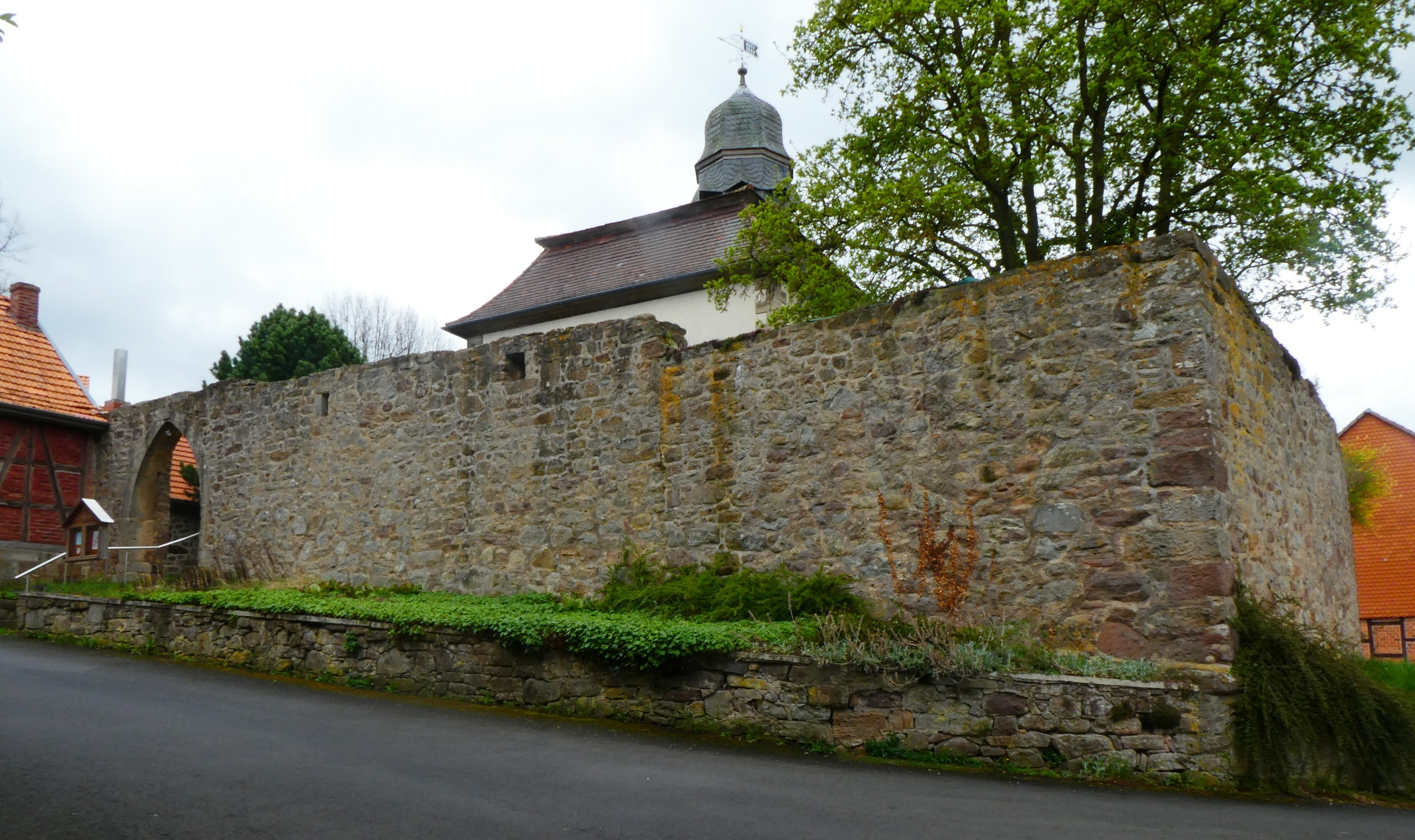
Die Mauer des Wehrkirchhofs mit dahinter der barocken Pfarrkirche

Die evangelische Kirche Oberbeisheim steht inmitten des Dorfs auf einem „vorzüglich erhaltenen rechteckigen Wehrkirchhof“ mit Ringmauer des 14. Jahrhunderts und ist ein 1720–1725 errichteter Saalbau mit Mansarddach und einem originellen Dachreiter.
Auf dem Friedhof befindet sich ein 1961 errichtetes Ehrenmal für die Gefallenen des Ersten und des Zweiten Weltkriegs.

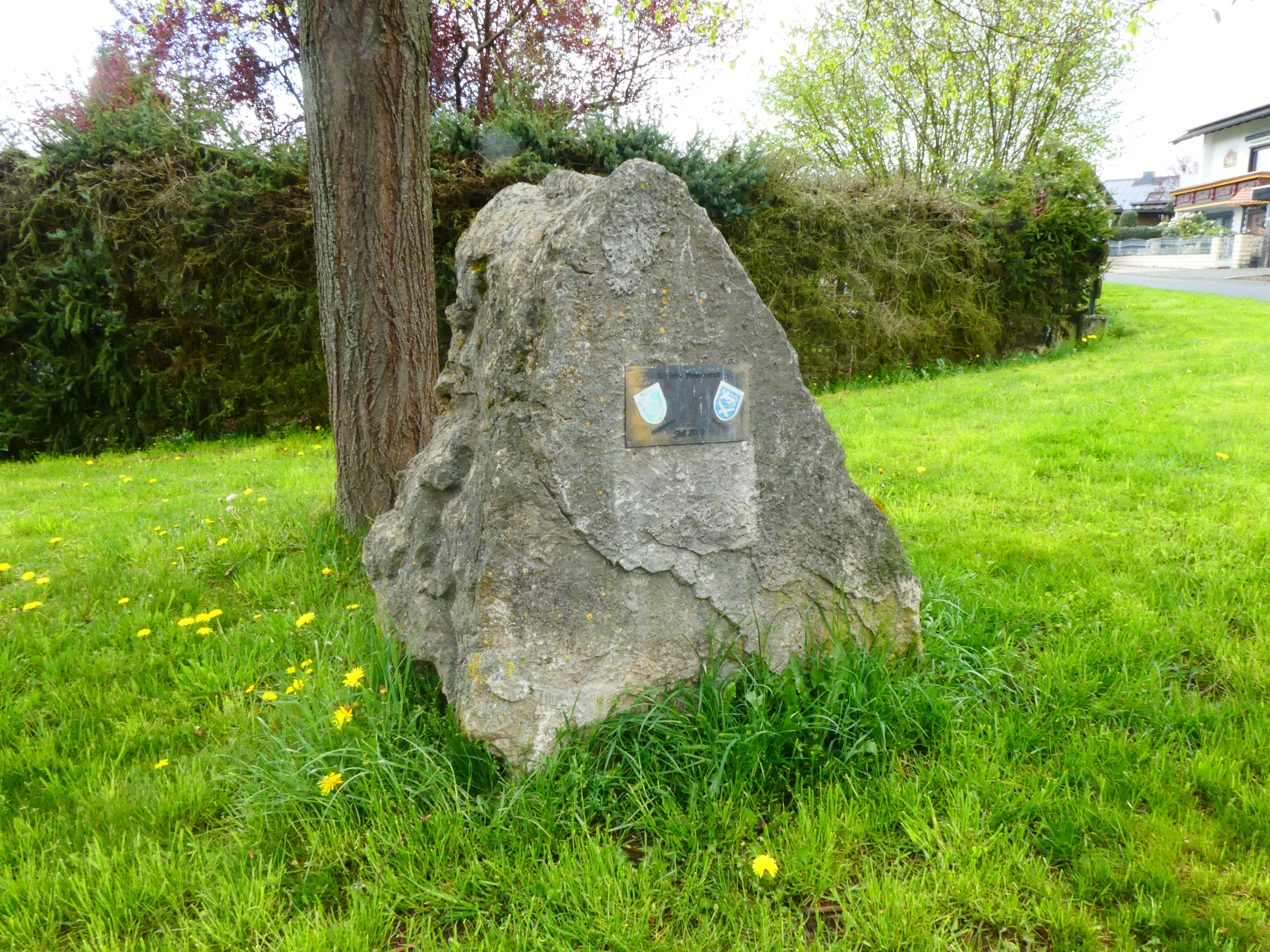
Patenschafts-Denkmal von 2003

2003 wurde auf einer Grünfläche am Kastanienweg, Ecke Zum Rauhlaub ein Gedenkstein errichtet, der mit einer Plakette an die damals 15-jährige Patenschaft von Oberbeisheim mit einem Raketenartilleriebataillon (1 RakArtBtl 55) der Bundeswehr in der Dörnberg-Kaserne (Homberg an der Efze) erinnert.
1980 wurden die Knüllwaldmusikanten Oberbeisheim gegründet, entstanden aus 11 Mitgliedern des Posaunenchores. Die Knülwaldmusikanten treten unter anderem auf Kirmessen, Geburtstagen und Familienfeiern auf.

## Persönlichkeiten
- Anton Braun (* 1729 in Oberbeisheim; † 1798 in Kassel), Violinist und Komponist